# استفان لوون
استفان لووِن تلفظ سوئدی: [ˈste:fan lœˈve:n] (به سوئدی: Stefan Löfven) (زادهٔ ۲۱ ژوئیهٔ ۱۹۵۷) نخست‌وزیر سابق سوئد است. وی از سال ۲۰۱۲ تا ۲۰۲۱ رهبر حزب سوسیال دموکرات سوئد بود. لوون بعد از انتخابات عمومی سال ۲۰۱۴ در ۲ اکتبر آن سال از سوی پارلمان سوئد به‌عنوان نخست‌وزیر انتخاب و جایگزین فردریک راین‌فلت شد. وی در نوامبر ۲۰۲۱ از سمت خود کناره گرفت.
لوون در استکهلم متولد شد. اندک مدتی بعد، پدرش را از دست داد و مادرش که توانایی نگهداری از او را نداشت او را به فرزندخواندگی سپرد. کارگری ساده و همسرش او را پذیرفتند و او پیش از ۲۲ سالگی مادر واقعیش را ندیده بود. لوون دو سال در دبیرستان تحصیل کرد و سپس در هنرستان جوشکاری را آموخت و سال‌ها در شهر اورنخولدسویک به این کار مشغول بود. در سال ۲۰۰۵ به مدیریت سندیکای فلزکاران و پس در سال ۲۰۱۲ به رهبری حزب سوسیال دمکرات برگزیده شد. لوون پس از ۱٫۵ سال تحصیل در دانشگاه اومئو ترک تحصیل کرد.